# 豊国学園高等学校
豊国学園高等学校（ほうこくがくえんこうとうがっこう）は、福岡県北九州市門司区柳町四丁目にある私立高等学校。運営母体は、学校法人豊国学園。

## 学科

### 普通科
- 普通コース
- 保育コース

### 工業科
- 機械システム科
- 自動車科
- 電子情報科

## 歴史
- 1912年 - 豊國中學校を開校。
- 1948年 - 豊国学園高等学校と改称する。
- 1953年 - 小倉分校を設置する。
- 1954年 - 小倉分校の校名を小倉豊国高等学校と改称する。
- 1964年 - 小倉豊国高等学校の校名を小倉中央高等学校と改称する。
- 1964年 - 豊国学園高等学校の校名を門司工業高等学校と改称する。
- 1966年 - 小倉中央高等学校を門司工業高等学校に合併する。
- 1981年 - 再度校名を豊国学園高等学校と改称する。
- 2012年 - 創立100周年を迎えた。

## 姉妹校
- 学校法人豊国学園 瞳幼稚園（小倉・東郷・門司）

## その他
- ボクシング部が強豪として知られている。
- 昔、門司工業高等学校という校名であったため、地元では未だ「門工」（もんこう）と呼ぶことがある。
- 野球部は豊国中時代の1920年と1921年に全国中等学校優勝野球大会に出場した経験がある。近年では、2008年に福岡県大会ベスト4に進出した。また、1975年の第47回選抜高等学校野球大会での初出場が内定していたが、開幕直前に同校の生徒2人が住居侵入等で逮捕されたため、開会式当日に急遽出場を辞退した（代替出場は長崎・佐世保工）。
- 野球部において、部員の部内暴力があったとして2013年に日本学生野球協会によって、3カ月間の対外試合禁止処分を受けた。
- 全国でも珍しいアマチュア無線部が残っている。コールサインはJA6YMJ。ラジオや新聞でも取り上げられた。
- 2014年新たな取り組みとして、TRDラリーチャレンジ in 唐津に初参戦。C-1クラスで3位の成績を収めた。本大会の高等学校参戦は全国初である。また、2016年から車両をAE86(昭和59年式)に変更し、生徒と教員が一体となって戦うチームとしてTOYOTA GAZOO Racingのページでも紹介されている。

## 最寄り駅など
- 九州旅客鉄道（JR九州）門司駅
- 西鉄バス北九州柳町バス停

## 著名な卒業生
- 髙城寿雄（タカギ創業者・社長・会長）
- 毛利輝夫（俳優）
- SHOGO（ロックバンド175R、ボーカリスト
- 鬼塚勝也（元プロボクサー、世界チャンピオン）
- 吉岡稔真（元競輪選手）
- 北津留翼（競輪選手、自転車競技選手）
- 園田匠（競輪選手）
- 大岡虎雄（元プロ野球選手）
- 金山次郎（元プロ野球選手）
- 天保義夫（元プロ野球選手）
- 笠石徳五郎（元プロ野球選手）
- 宮川孝雄（元プロ野球選手）
- 柴田晃（元プロ野球選手）
- 北林久（元プロ野球選手）
- 加藤英樹（元プロ野球選手）
- 藤崎靖彦（元プロ野球選手）
- 柿本倫明（元サッカー選手）
- 松田令輔（大蔵省資金局長･総務局長、企画院第5部長、東急エージェンシー･東急ホテルチェーン社長）
- 小笠原秀樹（元競輪選手）

## 周辺
- 敬愛中学校・高等学校
- 北九州市立大里柳小学校
- 北九州市立萩ケ丘小学校
- 大里公園
- 北九州市立門司球場
- 北九州市立大里柔剣道場